# カウボーイズ・フロム・ヘル
『カウボーイズ・フロム・ヘル』（Cowboys from Hell）は、パンテラが1990年に発表した、通算5作目のスタジオ・アルバム。フィル・アンセルモ加入後としては2作目に当たり、バンドは本作でメジャー・デビューを果たした。

## 背景
パンテラがグラム・メタルから、よりハードコアやスラッシュ色の強い方向性へ移行した作品に当たり、ヴィニー・ポールは後年のインタビューにおいて、前作『Power Metal』制作後、自分達の派手な衣装や髪形に疑問を抱き「今までのイメージを捨てて、より音楽そのものに焦点を絞って、できるだけ激しく行こうとした」と振り返っている。1989年、アトコ・レコードのA&Rマーク・ロスは、当初カリフォルニア州でタンジアー（当時アトコと契約したばかりのバンド）のライブを観る予定だったが、ハリケーンの影響でダラスに滞在することとなり、上司のデレク・シャルマンの命令によりフォートワースのメキシカン・レストランで行われたパンテラのライブを観て、ロスはライブの途中でシャルマンに電話をかけに行き、パンテラとの契約を進言した。バンドは当初、マックス・ノーマンによるプロデュースを希望していたが、金銭面で折り合いがつかず、最終的にはマーク・ロスの紹介により、サウンドガーデンやオーヴァーキル等の作品を手がけてきたテリー・デイトが起用された。
クレジットには明記されていないが、ベーシストのレックスは、「セミトリー・ゲイツ」のイントロのアコースティック・ギターも演奏している。「メッセージ・イン・ブラッド」の歌詞は、チャールズ・マンソンのファミリーのメンバー4人が1969年8月9日から10日にかけて起こしたテート・ラビアンカ殺人事件において、被害者の血で書いたメッセージに影響を受けており、パンテラは2000年にも、マンソンの言葉を引用した曲「アップリフト」を発表している。
本作のジャケットは、コロラド州のバー「コスモポリタン・サルーン」の店内の写真（1910年撮影）に、メンバー4人の写真を合成して作られた。本作からのシングル「カウボーイズ・フロム・ヘル」および「サイコ・ホリデイ」のミュージック・ビデオは、いずれもポール・ラックマンが監督し、2曲とも同じクラブでライブ映像が撮影された。

## 反響・評価
オリジナル・リリース時はアメリカの総合アルバム・チャートBillboard 200入りを果たせず、1992年に『ビルボード』のトップ・ヒートシーカーズで27位を記録するにとどまったが、1997年7月にはRIAAによりプラチナ・ディスクの認定を受けた。発表から20年後の2010年には、Billboard 200で117位を記録している。そして2023年5月26日には、アメリカ国内の売り上げが200万枚を突破した。
スウェーデンでは、バンドがブレイクを果たした後の1995年3月3日付のアルバム・チャートで、46位を記録した。
Eduardo Rivadaviaは後年、オールミュージックにおいて5点満点中4点を付け「パンテラの最高傑作は『俗悪』だが、同作のコンセプトの基盤を作った『カウボーイズ・フロム・ヘル』は、創造的な面で大躍進を遂げた作品である」、「パンテラのメンバーが生まれ変わったのと同時に、その過程でグルーヴ・メタルという新しいサブジャンルを決定づけた」と評している。『ケラング!』誌の2019年12月6日の特集記事「Every Pantera Album Ranked From Worst To Best」では、全9作中3位となり「パンテラの様々な面を網羅しており、グルーヴ・メタルの先駆者へと進化していく前の、正統派ヘヴィメタル・バンドとしての強力な音楽性を示している」と評されている。

## リイシュー
2010年9月14日、本作のリリース20周年を記念したエクスパンデッド・エディション盤、デラックス・エディション盤が発売され、いずれもライブ音源を収録したボーナス・ディスクが付属しており、デラックス・エディション盤には、さらに本作収録曲のデモ録音や未発表曲「The Will to Survive」を含むボーナス・ディスクも加えられた。なお、Eduardo Rivadaviaは「The Will to Survive」に関して「より正統派ヘヴィメタル色の強いリフで、アンセルモも主にメロディックな歌唱をしており、ジューダス・プリーストの『ペインキラー』に入っていてもおかしくない」と評している。また、2010年11月23日には、デラックス・エディション盤の全内容に、本作当時のグッズのレプリカも付属したボックス・セット「アルティメット・エディション」も発売されている。

## 収録曲
全曲ともメンバー4人の共作。
1. カウボーイズ・フロム・ヘル - "Cowboys from Hell" - 4:06
2. プライマル・コンクリート・スレッジ - "Primal Concrete Sledge" - 2:13
3. サイコ・ホリデイ - "Psycho Holiday" - 5:19
4. ハラシー - "Heresy" - 4:46
5. セミトリー・ゲイツ - "Cemetery Gates" - 7:02
6. ドミネーション - "Domination" - 5:04
7. シャタード - "Shattered" - 3:22
8. クラッシュ・ウィズ・リアリティ - "Clash with Reality" - 5:16
9. メディシン・マン - "Medicine Man" - 5:15
10. メッセージ・イン・ブラッド - "Message in Blood" - 5:09
11. ザ・スリープ - "The Sleep" - 5:47
12. ジ・アート・オブ・シュレッディング - "The Art of Shredding" - 4:20

### 20周年記念盤ボーナス・ディスク

#### ディスク2
1. - 7.は1990年9月15日のファウンデーション・フォーラム公演におけるライブ録音で、8.以降の5曲は1991年のモンスターズ・オブ・ロック・モスクワにおけるライブ録音を収録したEP「Alive and Hostile」より。
1. "Domination" - 4:56
2. "Psycho Holiday" - 5:26
3. "The Art of Shredding" - 5:47
4. "Cowboys from Hell" - 5:03
5. "Cemetery Gates" - 7:01
6. "Primal Concrete Sledge" - 3:52
7. "Heresy" - 5:12
8. "Domination" - 7:02
9. "Primal Concrete Sledge" - 3:18
10. "Cowboys from Hell" - 4:16
11. "Heresy" - 5:00
12. "Psycho Holiday" - 5:50

#### ディスク3
1. "The Will to Survive" - 4:14
2. "Shattered (demo)" - 4:48
3. "Cowboys from Hell (demo)" - 4:06
4. "Heresy (demo)" - 4:43
5. "Cemetery Gates (demo)" - 5:20
6. "Psycho Holiday (demo)" - 5:10
7. "Medicine Man" (demo) - 4:52
8. "Message in Blood (demo)" - 4:58
9. "Domination (demo)" - 4:45
10. "The Sleep (demo)" - 6:16
11. "The Art of Shredding (demo)" - 4:12

## 参加ミュージシャン
- フィル・アンセルモ - ボーカル
- ダイアモンド・ダレル - ギター
- レックス - ベース
- ヴィニー・ポール - ドラムス